# Технология Wi-Fi RTT
Технология Wi-Fi RTT (Round-trip time) была представлена в 2018 году в операционной системе Android 9 Pie. В ее основе лежит способность поддерживающих устройств измерять расстояние до ближайших маршрутизаторов с высокой точностью до 1–2 метров. Функция Wi-Fi RTT определяется протоколом IEEE 802.11mc и открывает неограниченные возможности для совершенствования и развития внутренней навигации. С ее помощью можно создавать сервисы и приложения на основе местоположения, которые позволят пользователям легче ориентироваться внутри помещений.

## Принцип действия
При использовании системы WI-FI RTT мобильным устройствам с Android 9 не нужно подключаться к маршрутизаторам, поскольку для определения расстояния применяется только смартфон. В целях защиты конфиденциальности компания Google привязала технологию к уже существующей системе определения местоположения, а также предусмотрела рандомизацию MAC-адреса, которая предохраняет от отслеживания локации телефона неавторизованными сторонними пользователями.
Принцип работы технологии базируется на задержке времени приема-передачи сигналов. Система вычисляет этот временной промежуток, а затем умножает его на скорость света.

## Сферы применения
Внутренняя навигация с помощью Wi-Fi RTT используется во многих сферах. Наиболее эффективно работает она в следующих направлениях:
- Отслеживание транспорта и грузов на предприятиях или складах. В сравнении с BLE функция обеспечивает более высокую точность определения местоположения и ускоряет производственные процессы.

- Общественные точки доступа. Технология оптимально подходит для интеграции в системы позиционирования торговых центров, аэропортов, офисов, выставок и других аналогичных пространств. Благодаря ее применению пользователи могут строить маршруты к местам интереса, быстро находить нужные объекты и эффективно планировать свое время[4].

## Развертывание
При разворачивании системы необходимо соблюдать определенные требования. К ним относятся:
- На запрашивающем устройстве должна быть установлена операционная система Android 9 (уровень API 28) либо более поздняя версия.
- Аппаратное обеспечение смартфона, который запрашивает данные на основе месторасположения, должно отвечать стандарту 802.11-2016 FTM.
- Приложение, которое выполняет запрос ранжирования, должно иметь разрешение ACCESS_FINE_LOCATION.
- Для вычисления расстояния до роутера на устройстве необходимо подключить сканирование Wi-Fi и определение местоположения.
- Маршрутизатор должен поддерживать протокол IEEE 802.11-2016 FTM.
- Приложение не может получать информацию о месторасположении в фоновом режиме, поэтому для определения расстояния оно должно быть открытым на устройстве.

Компания Navigine проводила тестирование работы технологии Wi-Fi RTT и пришла к выводу, что при соблюдении указанных требований полученный результат превосходит заявленные значения. Так, на протяжении 95% времени точность позиционирования в контрольной точке составляет меньше 1 метра, а на протяжении 50% времени показатели точности сохраняются в рамках 30 см. Задержка в определении местоположения не превышает 1 секунды. Таких величин задержек и показателей точности можно достичь за счет применения алгоритма комплексирования, использующего алгоритмы PDR и фильтра частиц.

## Устройства

### Маршрутизаторы
После обновления прошивки технологию должны поддерживать любые современные роутеры, которые работают по протоколу 802.11ac. На 2021 год к сертифицированным устройствам относятся следующие модели:
- Google Wi-Fi.
- Compulab WILD AP.
- Google Nest Wi-Fi Point.
- Google Nest Wi-Fi Router.

### Смартфоны
Измерение расстояния до точек доступа могут выполнять многие модели смартфонов с системой Android 9 и выше. Поддержка технологии предусмотрена в мобильных устройствах Xiaomi, LG, Samsung, Google Pixel, Poco X2, Sharp Aquos.